# Новак, Юлиан
Юлиан Игнацы Но́вак (пол. Julian Ignacy Nowak; 10 марта 1865, с. Окоцим (ныне гмина Бжеско, Малопольского воеводства Польши) — 7 ноября 1946, Краков) — польский политический и государственный деятель Второй Речи Посполитой, премьер-министр Польской Республики (с 31 июля 1922 по 14 декабря 1922 года). Учёный — микробиолог, медик, ветеринарный врач, педагог, профессор (1899), доктор наук, ректор Ягеллонского университета (1921—1922).

## Биография
Родился в многодетной семье, был старшим среди 10 детей. В 1886—1893 годах изучал медицину в Ягеллонском университете. В 1896 году защитил докторскую диссертацию в области патологической анатомии. Позже преподавал в Ягеллонском университете.
С 1899 — профессор, в 1921—1922 годах — ректор университета в Кракове.
С 1903 участвовал в деятельности краковского сельскохозяйственного общества, a в 1921—1927 годах — был его вице-председателем.
В 1931 году стал членом Польской академии знаний.
Правый политик. С декабря 1914 дo 1916 года — вице-президент города Кракова.
С 31 июля до 14 декабря 1922 года возглавлял кабинет министров Польши, одновременно дo 21 августа 1922 года исполнял функции министра религий, вероисповеданий и общественного просвещения. В 1922—1927 годах был сенатором Речи Посполитой от польского народного движения «Пяст» (пол. «Piast»).
Юлиан Но́вак — автор более 50 научных публикаций, в том числе в области морфологии и биологии микроорганизмов, а также этиологии заразных болезней.
Автор «Микробиологического атласа».
Похоронен на Раковицком кладбище в Кракове.

## Награды
- Командорский крест ордена Возрождения Польши